# Ésdansa
Ésdansa, és un festival de la dansa d'arrel tradicional, des de les danses vives fins a les noves propostes de creació i al món professional passant pels esbarts i altres disciplines de creació que s'organitza a Les Preses el mes d'agost.
El seu origen es troba en el Festival Internacional de Música i Dansa de Les Preses creat l'any 1982, que el 2002 va apostar per la innovació i la renovació en el camp de la dansa tradicional a través de cinc eixos de treball: creació, patrimoni, interculturalitat, projecció i participació, creant així aquest nou festival.
El festival incentiva la producció de noves propostes amb la col·laboració d'altres entitats i institucions com la Direcció General de Cultura Popular, Associacionisme i Acció Culturals del Departament de Cultura de la Generalitat de Catalunya i a l'aliança amb la FiraMediterrània de Manresa, el Festival Sismògraf d'Olot, la Federació d'Ateneus de Catalunya i El Graner-Centre de creació del cos i el moviment, tot participant en el Premi Delfí Colomé que reconeix el millor projecte de creació i producció en dansa d'arrel tradicional.
La programació del festival es basa en la presentació de propostes artístiques, d'àmbit local i de cultures d'arreu del món per la creació i en la participació activa dels espectadors, com per exemple els tallers de formació de dansa tradicional que estan destinats tant a infants com a adults.
Amb els anys, aquest festival s'ha consolidat, com un dels esdeveniments de cultura tradicional i popular de Catalunya, amb una infraestructura entre espectadors, artistes i organització, que mou prop de 10.000 persones.